# باز کولیک
باز کولیک (انگلیسی: Buzz Kulik؛ ۲۳ ژوئیهٔ ۱۹۲۲ – ۱۳ ژانویهٔ ۱۹۹۹) کارگردان و تهیه‌کننده فیلم اهل ایالات متحده آمریکا بود.
از فیلم‌ها یا مجموعه‌های تلویزیونی که وی در آن‌ها نقش داشته است، می‌توان به دود اسلحه و شکارچی اشاره نمود.